# 旅顺口之战

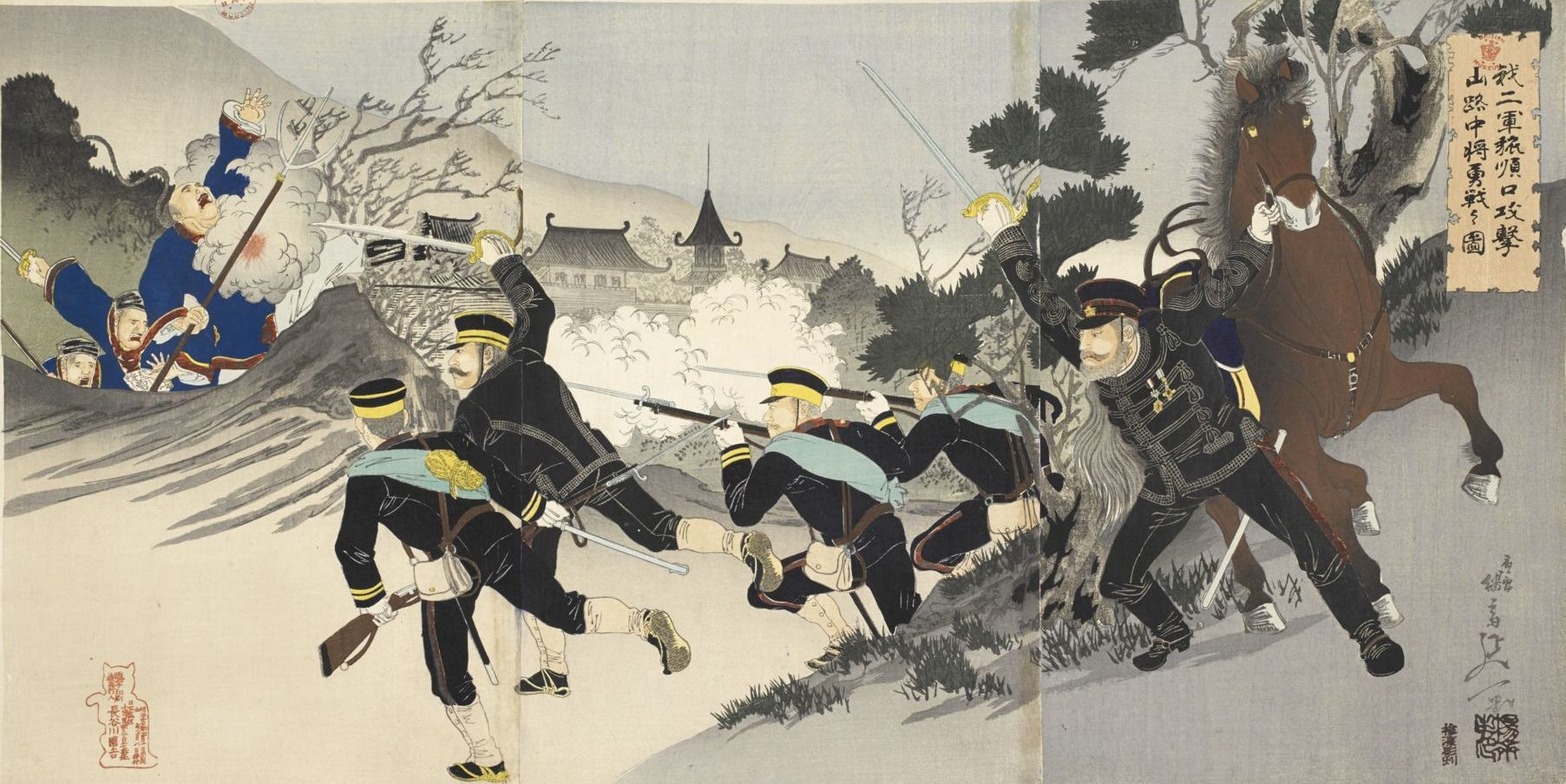
山地元治率日軍攻打旅順圖

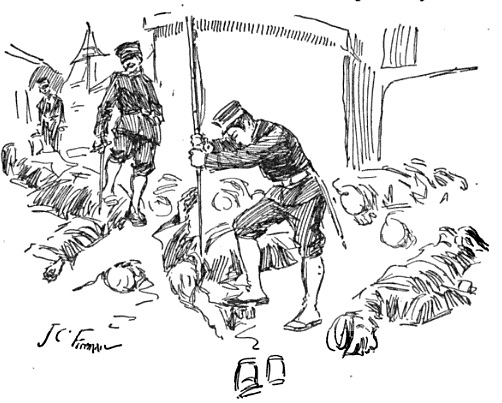
一份西方報紙登載日軍执行旅顺大屠杀殘害中國人的素描。

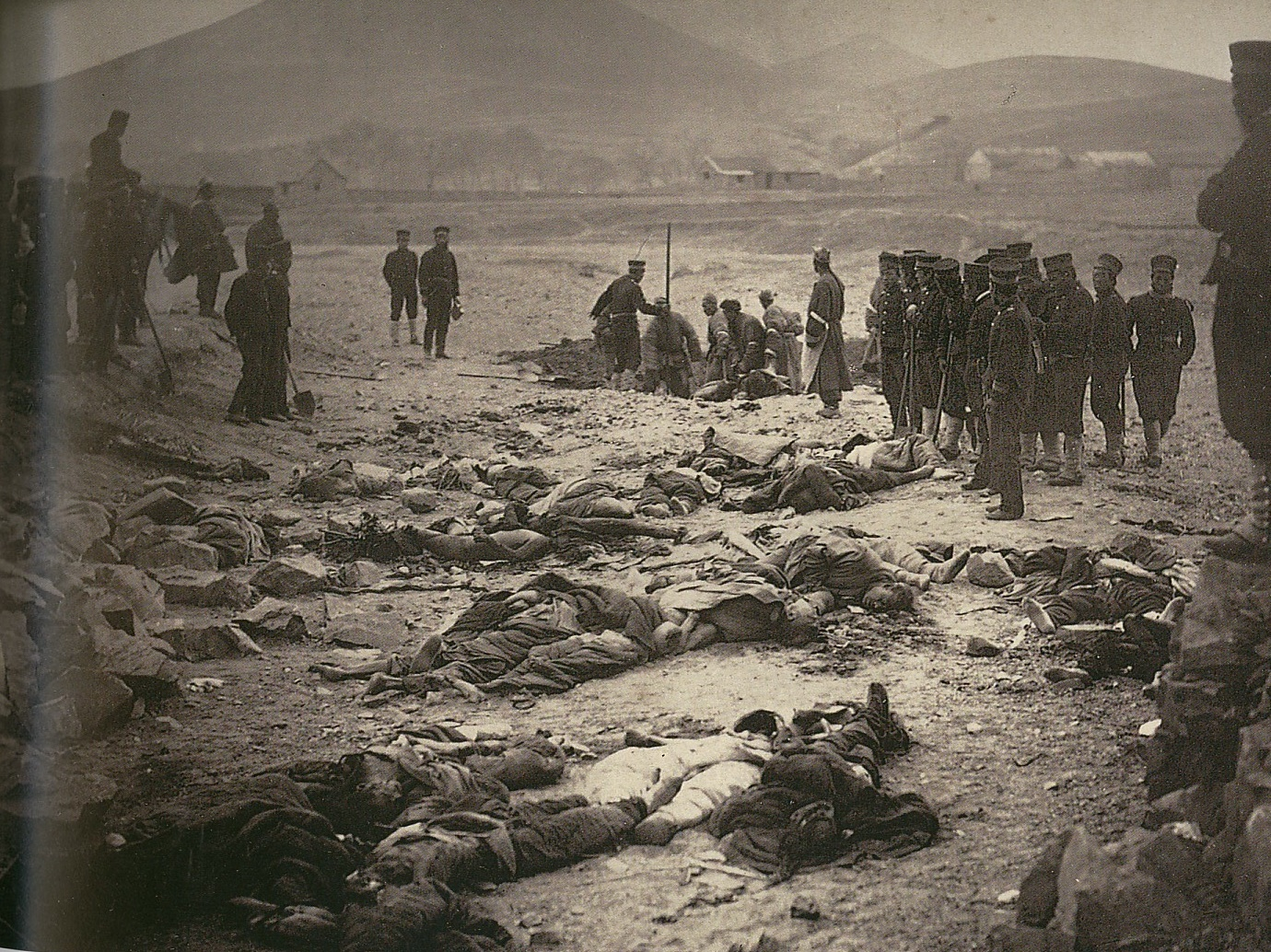
日本摄影师龟井兹明拍摄的旅顺大屠杀

旅顺口之战是中日甲午战争期间的一场陆战，发生于1894年11月21日中国东北的旅顺口，日本经过部分抵抗后获得了此次战役的胜利。占领后在此期间发生了导致伤亡巨大的旅顺大屠杀。后来在日俄战争期间，此地又爆发了旅順會戰。

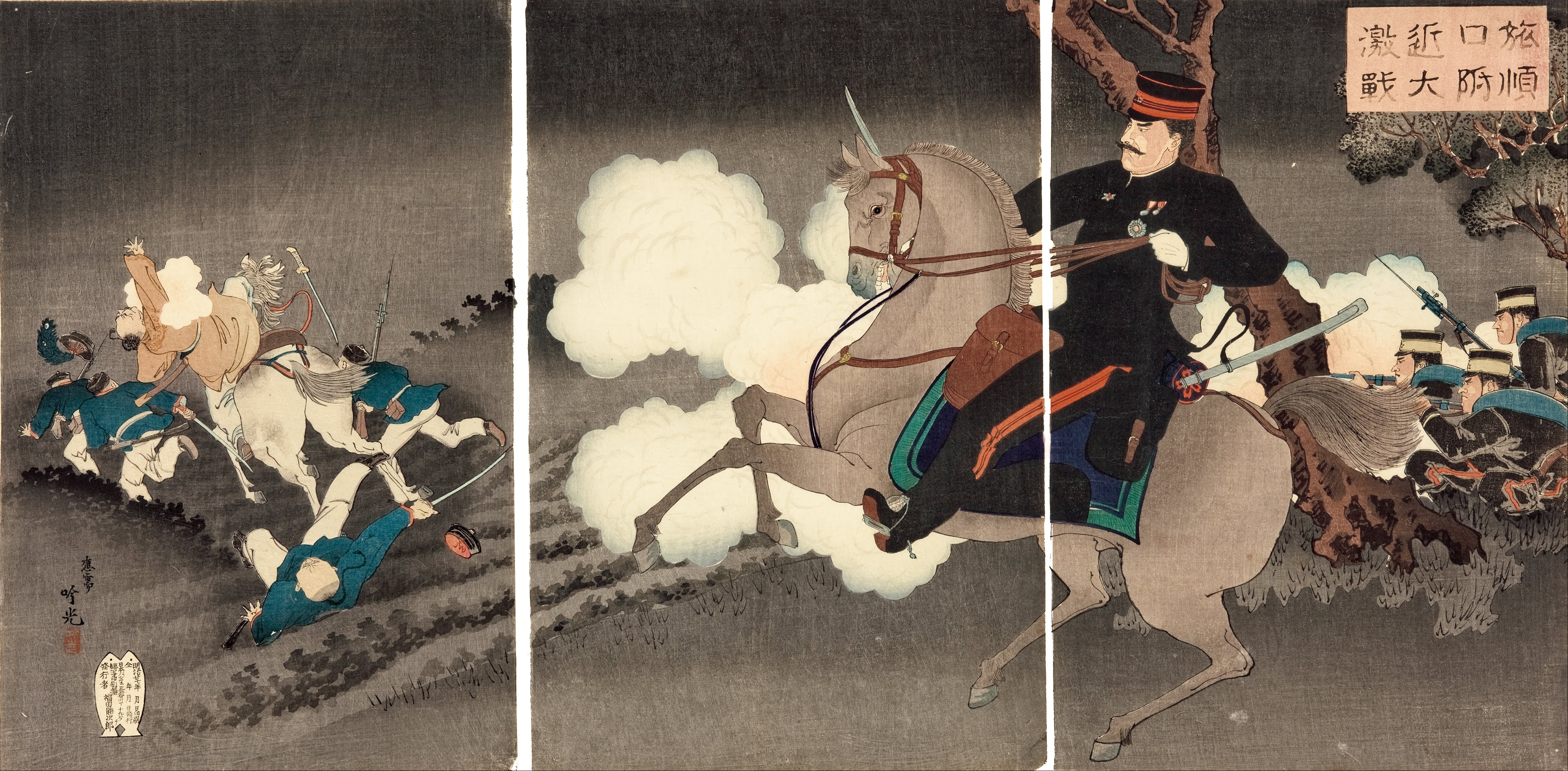
浮世繪

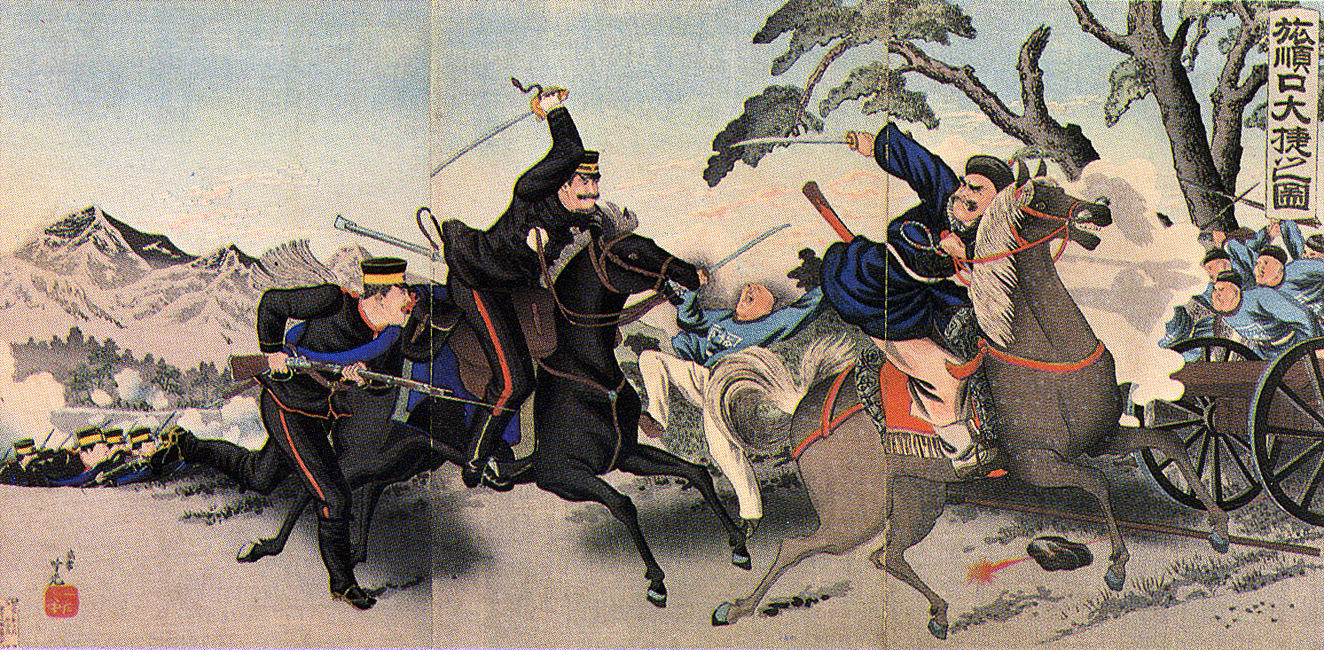
浮世繪